# Pierre de Conty d'Argencour
Pierre de Conty d'Argencour (Alès, 24 ottobre 1575 – Narbonne, 1655) è stato un ingegnere militare francese, progettista di opere di difesa e di fortificazione di città, piazzeforti e castelli.

## Biografia

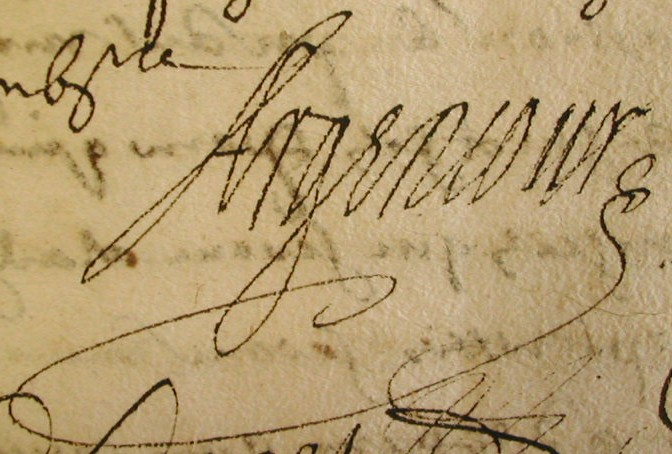
Firma di Pierre de Conty d'Argencour nel 1641

Pierre de Conty de La Mothe d'Argencourt (o di Conti) nasce in una famiglia protestante a Alès una cittadina nella regione della Linguadoca-Rossiglione considerata capitale della Cévennes.
Nel 1621, durante le guerre di religione, è incaricato della realizzazioni di fortificazioni nella città di Montpellier da parte del "consiglio dei ventiquattro" (l'organo di governo dei riformatori nella città, che riteneva imminente un assedio da parte dell'esercito lealista). Procede quindi al rinforzo delle vecchie fortificazioni medievali, giudicate inadatte a sostenere il fuoco dell'artiglieria, facendo costruire una nuova cinta muraria “in stile moderno”, formata da sedici bastioni e circondata da un fossato e da un muro di controscarpa. L'anno seguente 1622 dirige la difesa della città dall'attacco delle truppe del re Luigi XIII, e, dopo la capitolazione della città, si converte al Cattolicesimo ed entra nell'esercito lealista come ingegnere del genio e delle fortificazioni. Nominato ingegnere capo delle fortificazioni, è chiamato a sovrintendere alle province di Aunis, Poitou, Saintonage, Guyenne, Béarn e Navarra.
La sua attività di ingegnere militare lo vede principalmente impegnato nelle opere di difesa e fortificazione di città, piazzeforti e castelli. In questo campo progetta e realizza numerose opere di fortificazione su piazzeforti del Nord della Francia, compreso quella di Le Havre (1631).
Nel 1625, in collaborazione con l'ingegnere militare Le Camus, costruisce il Fort de La Prée a La Flotte, sull'Île de Ré, nella Charente-Maritime. La fortificazione aveva forma di stella a quattro punte con quattro bastioni collegati per mezzo di cortine a semicerchio. Progetta e realizza inoltre la cittadella di Château-d'Oléron (iniziata nel 1630) costruita sulla parte orientale del promontorio per rimpiazzare un antico castello fatto edificare dal Duca di Aquitania e di Saint-Jean-Pied-de-Port (1625-1627). La sua attività di ingegnere lo vede impegnato nella costruzione del forte di Saint-Martin-de-Ré (1627) e nella completa ricostruzione della cinta fortificata della cittadina di Brouage (1627-1637) nella regione Poitou-Charentes.
Non solo occupato nella costruzione di opere di fortificazione e di ingegneria militare, Pierre de Conty realizza anche il castello di Trompette (Château-Trompette) a Bordeaux (1653-1655), costruito dopo la Guerra dei cent'anni all'epoca di Carlo VII, sotto l'alta sorveglianza di Sébastien Le Prestre, marchese di Vauban (1633 - 1707).
Pierre de Conty partecipa anche alle campagne militari dell'esercito reale. Partecipa all'assedio di La Rochelle nel 1627, a quello di Corbie in Piccardia nel 1636, città fortificata alla frontiera dell'Artois e, assieme all'ingegnere Antoine de Ville (1596 - 1656), all'assedio dei forti di Figuier e di Fontarrabie, città nella Provincia basca di Guipuscoa. Nel 1639 ottiene il comando delle truppe inviate alla conquista della piazzaforte di Salses-le-Château, nei Pirenei, piazzaforte dotata di una imponente fortezza fatta costruire tra il 1497 e il 1502 dai re cattolici spagnoli Ferdinando II di Aragona (1452 - 1516) e Isabella di Castiglia (1451 - 1504). Successivamente, nel 1642, è impegnato a Collioure e Perpignan, nella regione della Linguadoca-Rossiglione.
Il 24 aprile 1636 sposa Madeleine de Chaumont (1610 – 1656) da cui ha quattro figlie: Anne (1637 – 1718), Gabrielle (1640 - ), Madeleine (1641 - ) e Marguerite (1644 - ).
Nel 1641 è nominato Maresciallo di campo; nel 1642 diventa luogotenente generale e governatore a Narbona, nella regione dell'Aude, fino all'anno della sua scomparsa.

## Galleria d'immagini

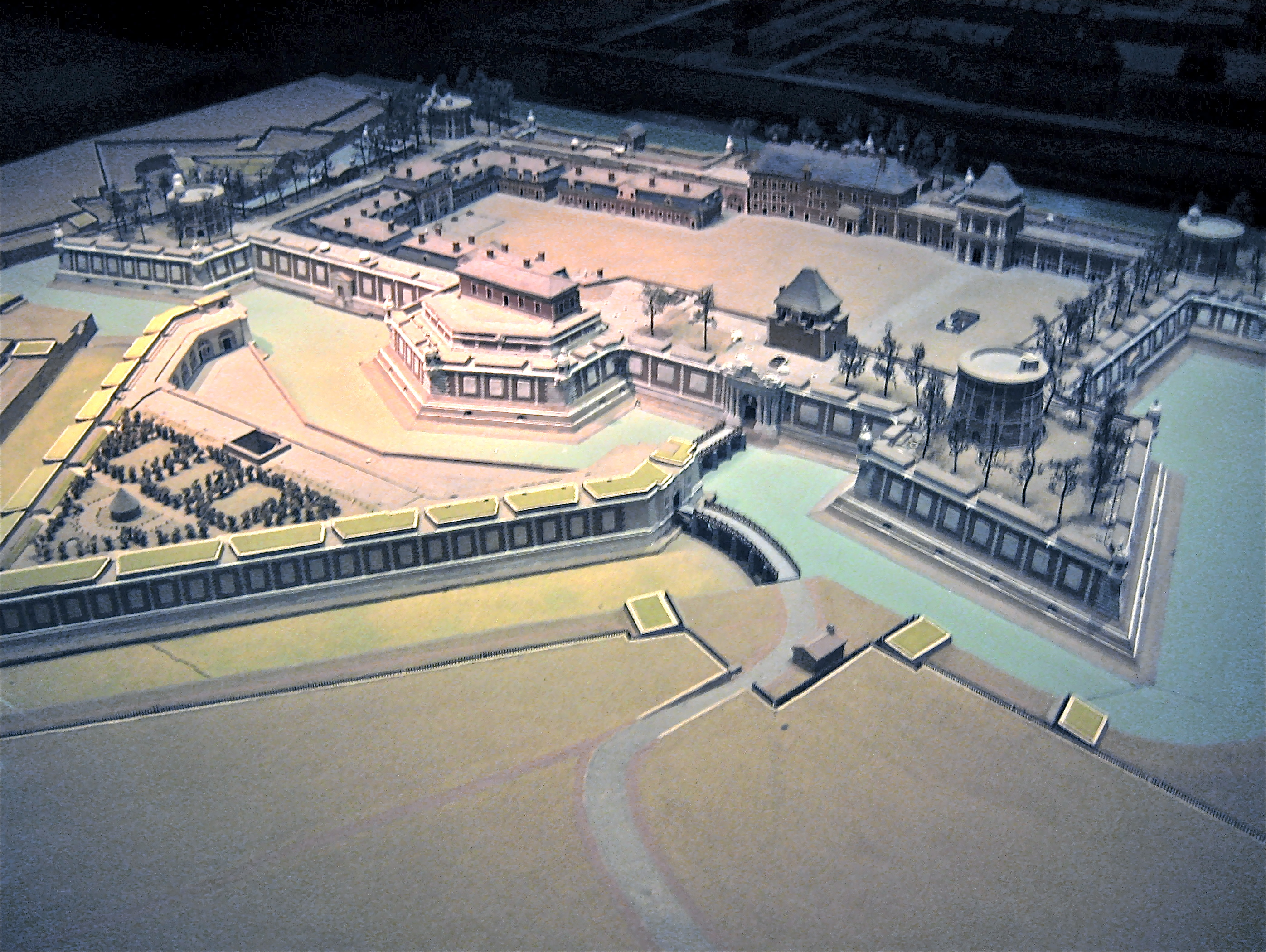
Château-Trompette a Bordeaux. Modello conservato nel Musée des plans-reliefs a Parigi.
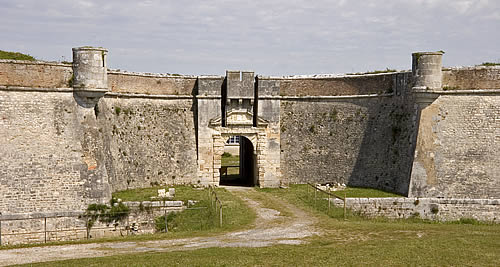
Fort de la Prée, ingresso principale.
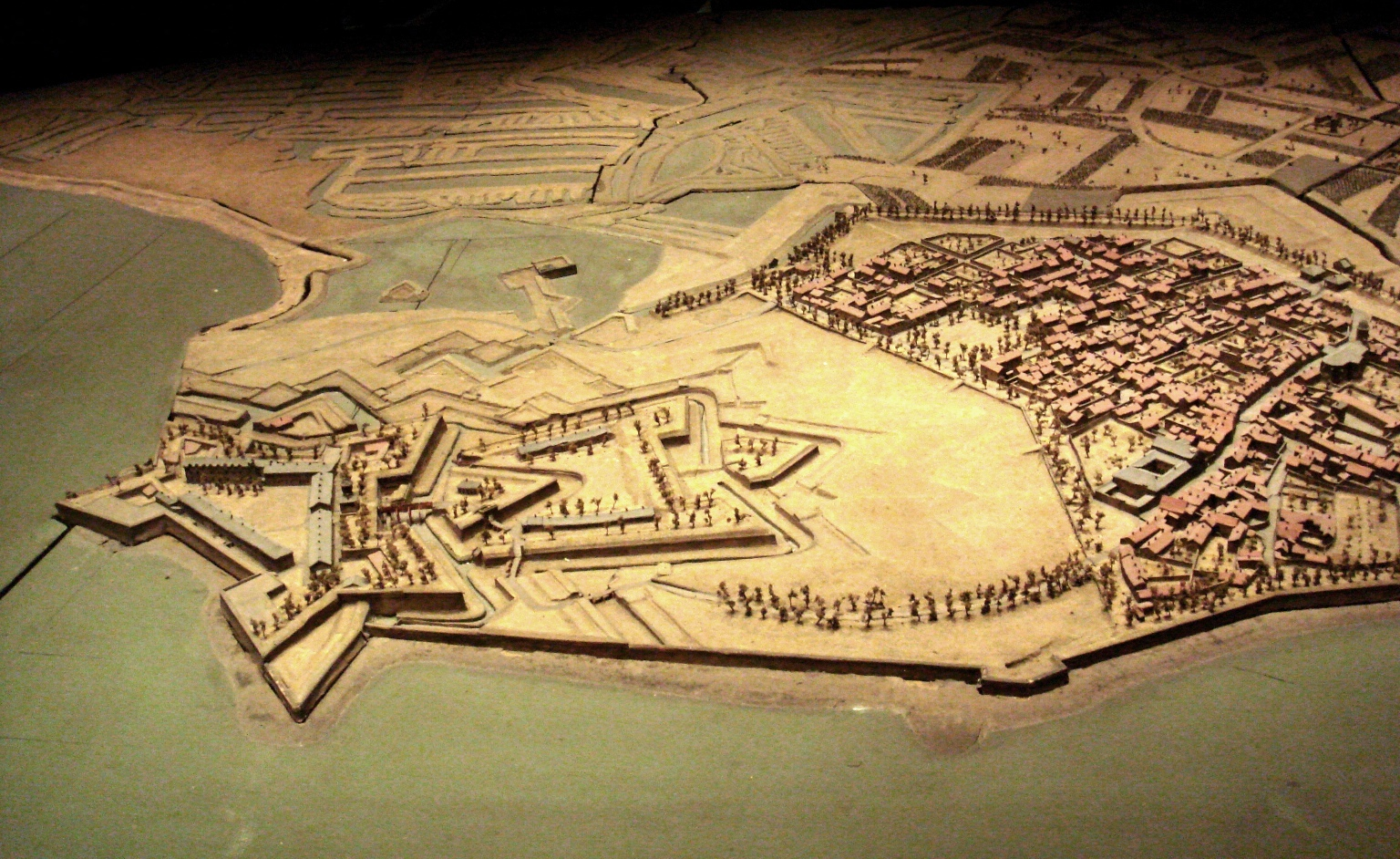
Château-d'Oléron, 1703 modello conservato nel Musée des plans-reliefs a Parigi.

## Opere principali
- Forte di La Prée (1625)[7];
- Forte di Saint-Martin-de-Ré (1627) Planimetria della cittadella e del forte Archiviato il 20 settembre 2012 in Internet Archive.;
- Cittadella di Saint-Jean-Pied-de-Port (1625-1627)[8];
- Fortificazioni di Brouage (1627-1637)[9];
- Château-d'Oléron (iniziato nel 1630);
- Château-Trompette a Bordeaux (1653-1655)[10].